# Höörs samrealskola
Höörs samrealskola var en realskola i Höör verksam från 1901 till 1970.

## Historia
Skolan föregicks av en privat samskola som startade 1901. Denna ombildades 1910 till enskild mellanskola som 1 januari 1913 blev en kommunal mellanskola. 
Denna ombildades från 1944 successivt till Höörs samrealskola. 
Realexamen gavs från 1914 till 1970.